# いつだってMyサンタ!
『いつだってMyサンタ!』（いつだってまいサンタ!）は、赤松健による日本の漫画。
講談社の『週刊少年マガジン』1998年4・5合併号に掲載された読み切り漫画である。
単行本としては2001年にラブひなIRO-HINA VERSION 2 の付録として『いつだって　Myサンタ』ブックレット（1色40ページ単行本）が発売されたほか、2005年にOVAが発売された。

## あらすじ
サンタクロースと同じ名とクリスマス・イブ生まれだが、クリスマスにいい思い出がない高校生の参太。
そんな参太の前に、見習いサンタクロースの少女・マイが現れた。

## 登場人物
声はOVAのキャスト。
マイ
声 - 平野綾
本作のヒロインで見習いサンタクロース。12月10日生まれ。頭から伸びる2本の髪は不幸な人を探し出すレーダーとして機能し、 名前が「サン」の付くものを魔法で出したり、キスで幸せを注ぎ込むことができる。普段は幼児体型だが、魔力が戻るとグラマラスな体型になる。性格も強気になって、一人称も「オレ」に変化。
参太
声 - 亀井淳
本作の主人公で高校生。12月24日生まれ。両親とのマンション暮らし。自身の誕生日も名前もクリスマスに関連しているが、幼い頃から両親がいつも不在だった為、一緒にクリスマスを祝った想い出がないことから、クリスマスを嫌っている。学校ではパソコン部に所属。
マイマイ
声 - 田村ゆかり
マイの妹。サンタの国の保育園に通っている。体は小さいが食欲は旺盛。得意攻撃は噛み付き。一人称は「オレ」。
シャリー
声 - 小林ゆう
マイのライバルにして親友。現在は専門課程の一人前サンタである。魔法の掛け声は「ゴージャス」。
ノエル
声 - 櫻井智
マイの通うサンタ養成学校の教官。イカを焼くのがうまいらしい。
ペドロ
トナカイのぬいぐるみ。
斉藤美奈子
声 - 千葉紗子
参太が所属しているパソコン部の憧れの先輩。

## OVA
全2巻で、2005年12月7日に同時発売。第1巻は原作に沿ったストーリー、第2巻はOVAオリジナルストーリー。第2巻にはスタッフ側のおふざけでウソ次回予告がある。

### スタッフ
- 原作 - 赤松健
- 企画 - 堀尾裕樹
- 監督・絵コンテ - 中村憲由
- 脚本 - 滝晃一（第1巻）、佐藤勝一（第2巻）
- キャラクターデザイン - 柳沢まさひで
- キャラクター原案協力 - 綾永らん
- サブキャラクターデザイン・総作画監督 - 塩川貴史
- 作画監督 - 長森佳容（第1巻）、番由紀子（第2巻）
- 演出 - 中村憲由（第1巻）、羽生尚靖（第2巻）
- 美術監督 - 小濱俊裕
- 色彩設計 - 若菜陽子
- 撮影監督 - 沢直人
- 編集 - 和田光弘
- 音響監督 - 鶴岡陽太
- 音楽 - 坂本洋
- プロデューサー - 宇都貴博
- アニメーション制作 - TNK
- 製作 - Three Fat Samurai、SOL BLADE

### 主題歌
オープニングテーマ
「My Love」
作詞・歌 - 七花 / 作曲・編曲 - 坂本洋
エンディングテーマ
「キミからお願い」（第1巻）
作詞 - 木本慶子 / 作曲・編曲 - 坂本洋 / 歌 - マイ（平野綾）
「my saint」（第2巻）
作詞 - 木本慶子 / 作曲・編曲 - 坂本洋 / 歌 - マイ（平野綾）
挿入歌
「GANVARE!」
歌 - マイマイ（田村ゆかり）
「サンバdeサンタ!」
歌 - Little Non
「Get my own way」
歌 - シャリー（小林ゆう）
「さよならを言うために」
歌 - ノエル先生（櫻井智）
「永遠の奇跡」
歌 - 七花

## 関連商品

### CD
- 「いつだってMyサンタ！」マイキャラクターソング キミからお願い（歌：マイ（平野綾）、2005年10月21日、YFCM2701）
- 「いつだってMyサンタ！」ノエル先生キャラクターソング Tomorrows Weather（歌：ノエル先生（櫻井智）、2005年11月2日）
- 「いつだってMyサンタ！」シャリーキャラクターソング Get my own way（歌：シャリー（小林ゆう）、2005年11月9日）
- サンバdeサンタ!（歌：Little Non、2005年11月16日）
- 「いつだってMyサンタ！」マイマイキャラクターソング GANVARE!（歌：マイマイ（田村ゆかり）、2005年11月23日）
- My Love（歌：七花、2005年12月7日）
- my saint〜いつだってMyサンタ! BGM & CHARACTER SONGS REMIX（2005年12月21日、YFCA1703）